# Chopinův festival
Chopinův festival v Mariánských Lázních je kulturní akce zaměřená na klasickou hudbu, která se koná každoročně v srpnu. Trvá zpravidla jeden týden, během kterého zaznívají díla různých skladatelů klasické hudby. Jak však vyplývá z názvu, festival se zaměřuje na díla významného skladatele období romantismu Fryderika Chopina. 
Součástí zahajovacího i závěrečného koncertu tohoto festivalu je proto vždy dílo Fryderyka Chopina pro klavír a orchestr. Na festival jsou zváni přední čeští i zahraniční interpreti.  

## Klavírní soutěž
Každé dva roky je součástí Chopinova festivalu též klavírní soutěž. Předsedou poroty soutěže je dlouhodobě prof. Ivan Klánský.

## Společnost Fryderika Chopina
Chopinova společnost vznikla 10. června 1959 v Mariánských Lázních. Hlavním patronem společnosti při jejím založení byl  významný klavírista František Rauch. Na fungování společnosti se podíleli též zástupci města Mariánské lázně.
Hlavní náplní činnosti Společnosti Fryderika Chopina je právě pořádání Chopinova festivalu.